# Art Pollard

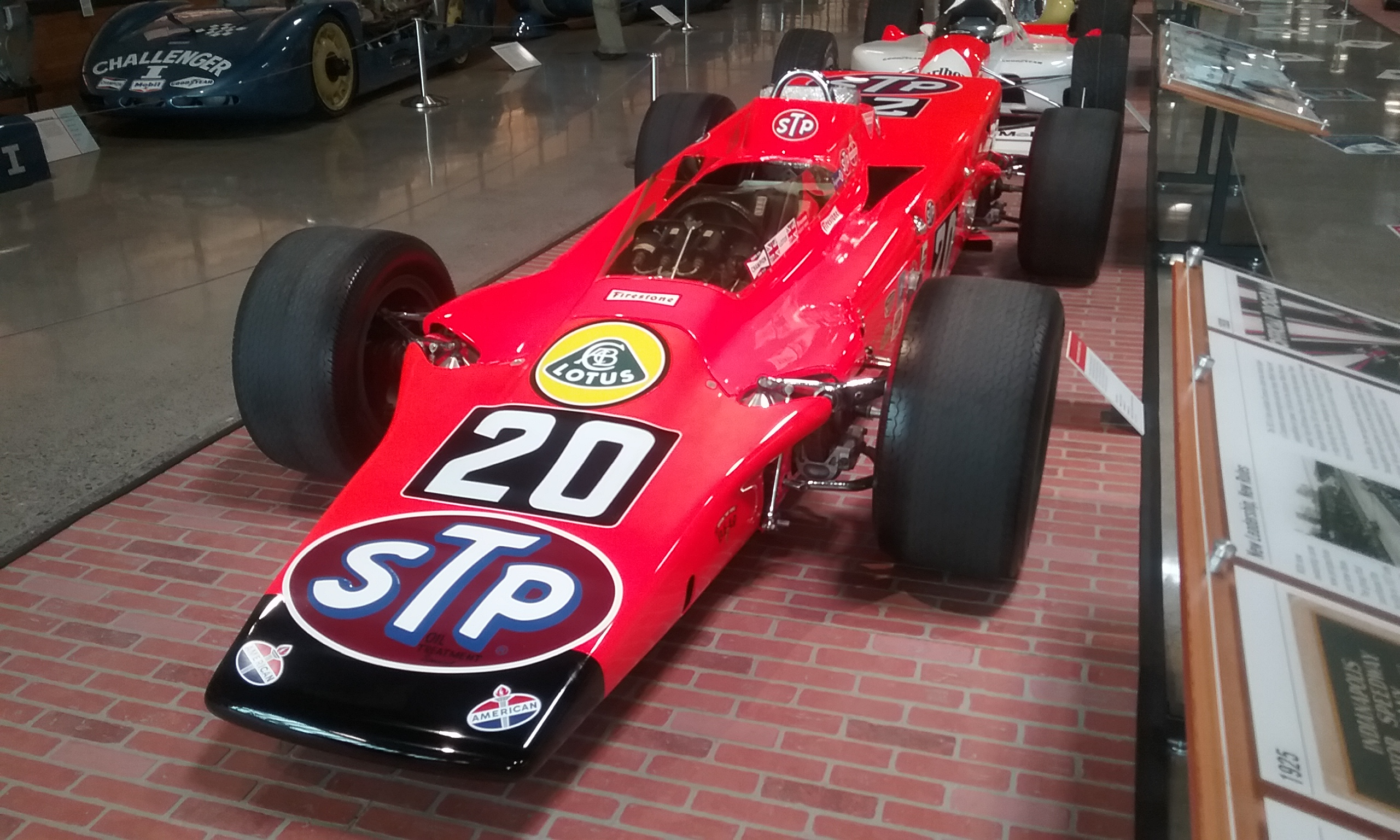
Der von Art Pollard beim Indianapolis 500 1968 gefahrene Lotus 56

Art Lee Pollard (* 5. Mai 1927 in Dragon, Utah; † 12. Mai 1973 in Indianapolis) war ein US-amerikanischer Autorennfahrer.

## Karriere
Art Pollard war während seiner Karriere als USAC-Rennfahrer einer der beliebtesten Piloten in dieser Rennserie. Die Fahrerkollegen, die ihn wegen seines dichten schwarzen Haares "Roberto" nannten, beschrieben ihn als offen, freundlich, ehrlich und stets hilfsbereit. Auch bei den Journalisten und Zuschauern war der US-Amerikaner sehr beliebt. Pollard engagierte sich sozial; sein wichtigstes Projekt war die Beschäftigung mit behinderten Kindern im LeRue Carter Memorial Hospital in Indianapolis. Außerdem besuchte er die amerikanischen Truppen in Vietnam.
Seine sportliche Karriere verbrachte er fast ausschließlich in der USAC-Rennserie. Von 1965 bis 1973 bestritt er 84 Rennen in dieser Meisterschaft, von denen er zwei Wertungsläufe gewann. Fünfmal war er auch beim 500-Meilen-Rennen von Indianapolis am Start. 1967 fuhr er dort den Gasturbinen-Lotus 56 und erreichte im Rennen den 13. Endrang. Seine beste Platzierung beim 500-Meilen-Rennen war der siebte Gesamtrang 1970.
1973 sollte er in Indianapolis einen Eagle von Dan Gurney pilotieren. Pollard verunglückte jedoch im Training tödlich. Er verlor vor Turn One die Kontrolle über sein Fahrzeug und prallte in die äußere Streckenbegrenzung. Der Wagen ging sofort in Flammen auf und drehte sich ins Innenfeld der Strecke, wo er fast völlig zerstört liegen blieb. Pollard verstarb eine Stunde später im Methodist Hospital von Indianapolis.